# 茂串俊
茂串 俊（もぐし たかし、1920年10月26日 - 2016年12月29日）は、日本の官僚。元内閣法制局長官。

## 来歴
大蔵省大臣官房審議官等を経て、内閣法制局に転じ、第三部長、第一部長、内閣法制次長を歴任し、1983年（昭和58年）内閣法制局長官。
退官後は地域振興整備公団総裁を務めた。
1992年（平成4年）勲一等瑞宝章を受章。

## 略歴
- 1944年（昭和19年）大蔵省入省（給与局）[3]
- 1949年（昭和24年）11月14日 坂出税務署長
- 1953年（昭和28年）12月16日 札幌国税局徴収部長
- 1954年（昭和29年）11月1日 札幌国税局調査査察部長
- 1956年（昭和31年）9月5日 法制局第三部参事官
- 1965年（昭和40年）7月8日 国税庁直税部法人税課長
- 1966年（昭和41年）8月1日 大蔵省大臣官房専門調査官
- 1968年（昭和43年）3月1日 大阪税関長
- 1969年（昭和44年）8月15日 関東財務局東京証券取引所監理官兼大臣官房審議官
- 1970年（昭和45年）6月25日 大蔵省大臣官房審議官
- 1971年（昭和46年）6月22日 内閣法制局第三部長
- 1976年（昭和51年）7月13日 内閣法制局第一部長
- 1979年（昭和54年）11月13日 内閣法制次長
- 1983年（昭和58年）7月8日 内閣法制局長官
- 1986年（昭和61年）7月22日 依願免官
- 1986年（昭和61年）12月5日 地域振興整備公団総裁
- 1990年（平成2年）10月25日 同依願退任
- 1992年（平成4年）11月3日 叙勲一等授瑞宝章
- 2016年（平成28年）12月29日 肺炎のため死去、叙従三位[4]